# Rua Torta
A "rua Torta" é o nome popular de um famoso logradouro localizado no município brasileiro de Gramado, no Rio Grande do Sul. Idealizada por arquitetos da Prefeitura Municipal de Gramado, foi batizada originalmente como "Ladeira Florida". Fica localizada entre a rua Ângelo Bisol e a Avenida Borges de Medeiros, em frente da Praça das Etnias. Constitui um trecho da rua Emílio Sorgetz, que continua após a praça. É conhecida por sua forma sinuosa, lembra uma das mais famosas ruas da Califórnia, a Lombard Street.